# سياسة التأشيرات في موزمبيق
موزمبيق تسمح لمعظم الدول غير المعفاة من التأشيرة بالحصول على تأشيرة عند الوصول. ومع ذلك، يتعيّن على رعايا بعض الدول الحصول على تأشيرة عبر الإنترنت أو من إحدى البعثات الدبلوماسية الموزمبيقية حول العالم قبل السماح لهم بدخول البلاد.
موزمبيق عضو في مجموعة تنمية الجنوب الإفريقي، ما يعني أنّ مواطني معظم الدول الأعضاء الأخرى في المجموعة لا يحتاجون إلى تأشيرة سياحية عند زيارة موزمبيق لأغراض السياحة.

## خريطة سياسة التأشيرات

موزمبيق
لا حاجة إلى تأشيرة (3 أشهر)
لا حاجة إلى تأشيرة (30 يوماً)
إعفاء مشروط من التأشيرة (30 يوماً)
تأشيرة عند الوصول / تأشيرة إلكترونية
تأشيرة إلكترونية

## الإعفاء من التأشيرة
مواطنو الدول التالية لا يحتاجون إلى تأشيرة لدخول موزمبيق لفترة إقامة تصل إلى المدة الموضحة أدناه:
| - بوتسوانا - الرأس الأخضر - إسواتيني - كينيا1 - ليسوتو | - ملاوي - موريشيوس - ناميبيا - سيشل - جنوب أفريقيا | - تنزانيا - زامبيا - زيمبابوي |  |

| - أنغولا |

| - بلجيكا - كندا - الصين3 - ساحل العاج - الدنمارك - فنلندا - فرنسا - ألمانيا | - غانا - إندونيسيا - أيرلندا - إسرائيل - إيطاليا - اليابان - هولندا - النرويج | - البرتغال - روسيا - السعودية - السنغال - سنغافورة - كوريا الجنوبية - إسبانيا - السويد | - سويسرا - أوكرانيا - الإمارات العربية المتحدة - المملكة المتحدة - الولايات المتحدة |  |

1 - لحاملي جوازات السفر العادية فقط.

2 - منذ 1 مايو 2023، لم يعد رعايا هذه الدول بحاجة إلى تأشيرة لدخول موزمبيق لمدة 30 يوماً إذا دفعوا رسماً قدره 650 MT، شريطة أن يقدموا جوازات سفر عادية صالحة لمدة 6 أشهر عند الوصول، بالإضافة إلى تذكرة عودة أو متابعة، وتأكيد حجز فندقي. بالإضافة إلى ذلك، يمكن تمديد الإقامة لمدة 30 يوماً أخرى.

3 - مواطنو الصين القارية فقط
| تاريخ تغييرات سياسة التأشيرة                                                                 |
| -------------------------------------------------------------------------------------------- |
| - 29 أبريل 2005: جنوب أفريقيا - 5 أكتوبر 2013: الأرجنتين (جوازات السفر الدبلوماسية والرسمية) |

### جوازات السفر غير العادية
يُسمح لحاملي الجوازات الدبلوماسية والرسمية أو جوازات الخدمة أو الجوازات الخاصة من الدول التالية بدخول موزمبيق من دون تأشيرة:
| - أنغولاP - الأرجنتين - بوتسوانا - البرازيلD P - الرأس الأخضرP - الصين - كوباD P | - إسواتيني - غينيا بيساوP - الهند - إندونيسيا - ليسوتو - ملاوي - موريشيوس | - ناميبياP - البرتغالP - روسيا - ساو تومي وبرينسيبP - سيشل - جنوب أفريقيا - كوريا الجنوبية | - تنزانيا - تركيا - زامبيا - زيمبابوي |  |

D - جوازات سفر دبلوماسية فقط.

P - مجموعة البلدان الناطقة بالبرتغالية.

### التغييرات المستقبلية
وقعت موزمبيق اتفاقيات إعفاء من التأشيرة مع الدول التالية، لكنها لم تدخل حيز التنفيذ بعد:
| الدولة  | نوع الجوازات     | تاريخ توقيع الاتفاقية |
| ------- | ---------------- | --------------------- |
| أوغندا  | جميعها           | سبتمبر 2024           |
| رواندا  | عادية            | أكتوبر 2022           |
| تايلاند | دبلوماسية، خدمية | 3 ديسمبر 2018         |
| رواندا  | دبلوماسية        | يوليو 2018            |

## التأشيرة عند الوصول
يمكن لمواطني جميع الدول الأخرى غير المعفاة من التأشيرة الحصول على تأشيرة عند الوصول إلى موزمبيق، صالحة لمدة إقامة أقصاها 30 يوماً في جميع المعابر الحدودية، شريطة أن يقدموا جواز سفر صالحاً لمدة 6 أشهر عند الوصول وتذكرة عودة أو متابعة السفر، بالإضافة إلى إثبات وجود أموال كافية لتغطية فترة الإقامة، وإثبات الغرض من الزيارة. وتبلغ رسوم الحصول على التأشيرة عند الوصول 50 دولاراً أمريكياً.
وعلى الرغم من أن التأشيرات تنص على أنها صالحة لدخول واحد فقط، فقد اكتشف بعض الزوار الذين سافروا إلى إسواتيني وجنوب أفريقيا أنها كانت صالحة لدخولين إذا كانت لا تزال ضمن فترة صلاحية الثلاثين يوماً.
وفقاً لـتيماتيك ومؤشر Henley & Partners وجواز السفر، لا تتوفر التأشيرة عند الوصول لمواطني الدول التالية:
| - بنغلاديش - إريتريا - الهند | - باكستان - الصومال - سريلانكا |  |

ومع ذلك، يمكن لمواطني هذه الدول الحصول على تأشيرة عند الوصول إذا كانوا يحملون تأكيداً مطبوعاً من مقر مابوتو لهيئة الهجرة (SENAMI) يوضح أن التأشيرة قد تمت الموافقة عليها قبل المغادرة والسفر من أجل مشروع حوض روفوما.

## التأشيرة الإلكترونية
في ديسمبر 2022، بدأ تشغيل نظام التأشيرة الإلكترونية لموزمبيق. ويمكن لمواطني جميع الدول غير المعفاة من التأشيرة التقدّم بطلب للحصول على تأشيرة إلكترونية قبل دخول موزمبيق.
يقدم الموقع الرسمي للتأشيرة الإلكترونية جميع أنواع التأشيرات، مثل التأشيرات السياحية، والرياضية، وتأشيرات الأعمال. وتبلغ رسوم التأشيرة السياحية الإلكترونية 6,250 متكال موزمبيقي لمدة 30 يوماً، و12,504 متكال لمدة 60 يوماً، و18,756.25 متكال لمدة 90 يوماً.